# Fidena rhinophora
Fidena rhinophora är en tvåvingeart som först beskrevs av Luigi Bellardi 1859.  Fidena rhinophora ingår i släktet Fidena och familjen bromsar. Inga underarter finns listade i Catalogue of Life.